# سیلوتگاما
سیلوتگاما (به لاتین: Silvetgama) یک منطقهٔ مسکونی در سری‌لانکا است که در استان جنوبی (سری‌لانکا) واقع شده‌است.